# فیض‌آباد (چناران)
فیض‌آباد (چناران)، روستایی از توابع بخش مرکزی شهرستان چناران در استان خراسان رضوی ایران است.

## جمعیت
این روستا در دهستان چناران قرار دارد و براساس سرشماری مرکز آمار ایران، جمعیت آن ۳۰۰ نفر (۶۰ خانوار) بوده‌است.